# Rodrigo Moraes
Rodrigo Moraes (Montevideo, 25 de diciembre de 1985) es un artista, diseñador gráfico, guionista e ilustrador uruguayo.
Realizó junto con el uruguayo Dani Umpi el libro El vestido de mamá en 2011.
Reañizador de arte Rodri & Lenny.
Trabajó como guionista en Tiempo Libre en 2014 y Psiconautas en 2018. 
En 2017, fue guionista de Condorito: la película junto con Martín Piroyansky y Ishai Ravid.